# Mundfeld

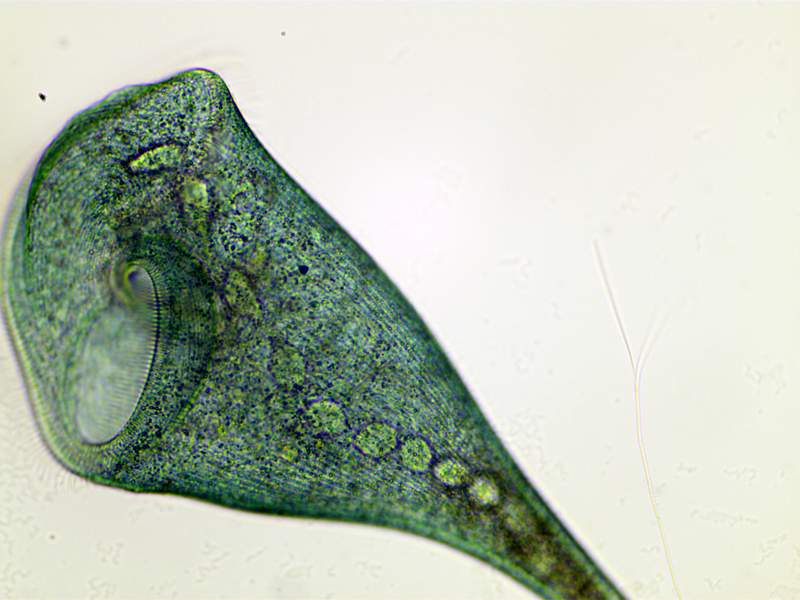
Trichterartig erweitertes bewimpertes Mundfeld des Trompetentierchens Stentor coeruleus.

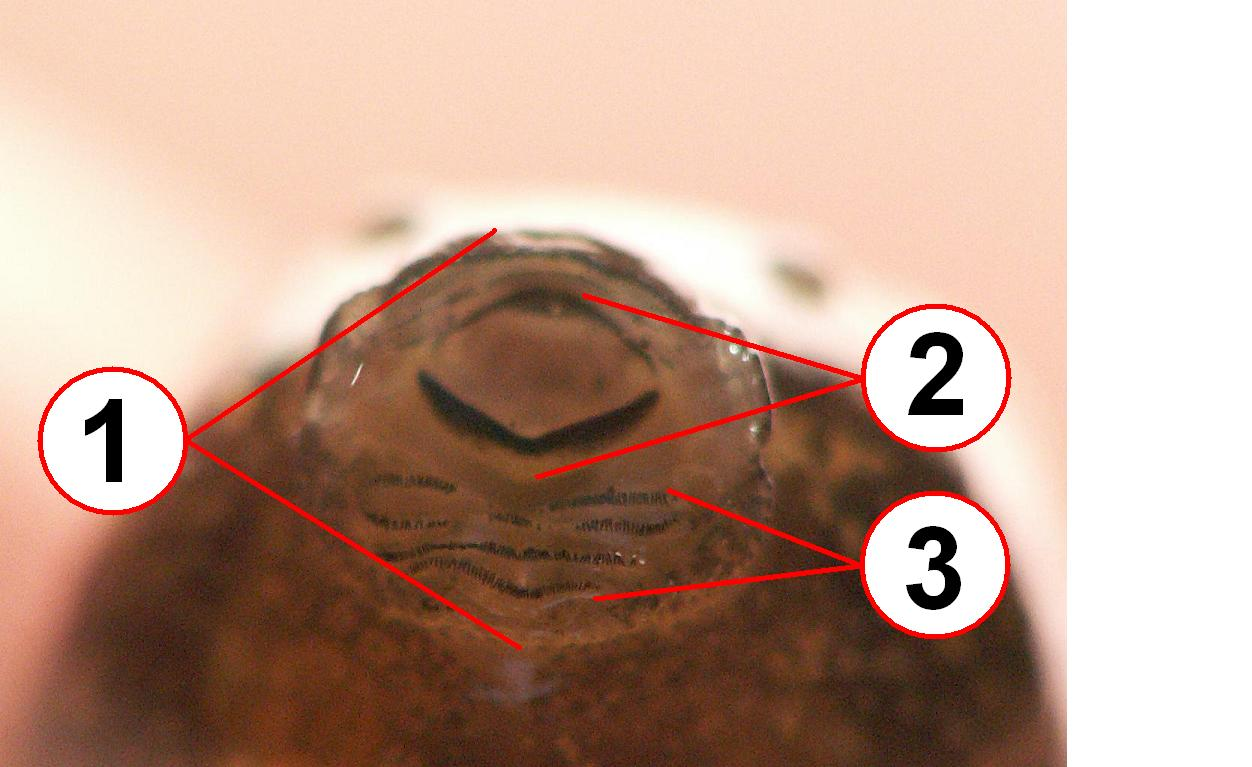
Mundfeld einer Grasfrosch-Kaulquappe. 1: Begrenzung des Mundfeldes; 2: Begrenzung der Mundöffnung; 3: Lippenzahnreihen

Als Mundfeld oder Peristom bezeichnet man in der Zoologie die Umgebung der Mundöffnung von tierischen Lebewesen. Der Begriff Peristom wird in der Botanik und Mykologie ebenfalls verwendet (→ Peristom (Botanik)).

## Einzeller
Das Mundfeld ist bei einigen Einzellern eine trichterartige Einstülpung, die in einen Cytostom (Zellmund) mündet, also der Nahrungsaufnahme dient, beispielsweise bei manchen Wimpertierchen. Im Mundfeldbereich befinden sich Zilien (Wimpern), die durch rhythmische Bewegungen helfen, einen Wasserstrom zu erzeugen, der Nahrungsteilchen in den Zellmund strudelt.
Bei einem Pantoffeltierchen wird die kleine Nahrung über ein solches Mundfeld aufgenommen, dann am Ende der trichterförmigen Einstülpung im Bereich des Zellmundes in eine Nahrungsvakuole eingeschlossen und so in den zentralen Körper des Pantoffeltierchens geleitet, wo die aufgenommene Nahrung innerhalb der Vakuole verdaut wird.

## Seeigel
Bei Stachelhäutern wie den Seeigeln gibt es ebenfalls Bildungen um den Mund, die der Nahrungsaufnahme dienen. Dieses Mundfeld wird auch bei dieser Tiergruppe Peristom genannt.

## Schnecken
Ferner wird auch der Mundsaum an der Öffnung des Schneckenhauses als Peristom bezeichnet.

## Froschlurche
Als Mundfeld wird auch die Maulregion von Kaulquappen, den Larven der Froschlurche, bezeichnet. Diese setzt sich zusammen aus Hornkiefern, mehrzähligen Ober- und Unterlippenzahnreihen sowie Mundrandpapillen als äußerem Saum. Da die Anordnung der Zahnreihen artspezifisch ist, eignet sich das Mundfeld für die Bestimmung der Artzugehörigkeit von Kaulquappen.